# 세이메이촌
세이메이촌(精明村)은 사이타마현의 남서부 이루마군에 존재했던 촌이다. 현재의 한노시에 해당한다.

## 역사
- 1889년 4월 1일 - 정촌제 시행에 의해 고마군 세이메이촌이 성립하였다
- 1896년 4월 1일 - 고마군이 이루마군과 통합해, 이루마군 세이메이촌이 되었다.
- 1943년 4월 1일 - 한노정, 가지촌, 모토카지촌, 미나미코마촌과 합병해 한노정이 신설되었다.